# Sa'ud bin Saqr al-Qasimi
Saʿūd bin Ṣaqr al-Qāsimī (in arabo سعود بن صقر القاسمي‎?; Dubai, 10 febbraio 1956) è un emiro emiratino di Raʾs al-Khayma e membro del Consiglio supremo federale degli Emirati Arabi Uniti dal 27 ottobre 2010.

## Primi anni di vita e istruzione
Saʿūd bin Ṣaqr è nato a Dubai il 10 febbraio 1956, figlio dell'emiro Saqr bin Muhammad al-Qasimi, suo predecessore. Dopo aver completato gli studi primari e secondari a Raʾs al-Khayma, si è iscritto all'Università americana di Beirut nel mese di luglio 1973 per proseguire gli studi in Economia. Quando in Libano nel 1975 è scoppiata la guerra civile, Saʿūd si è trasferito nell'Università del Michigan, dove ha conseguito una laurea in Economia e Scienze politiche.

## Carriera politica e imprenditoriale

### Servizio pubblico e privato nell'imprenditoria
Al suo ritorno in patria, nel 1979, lo sceicco Saʿūd è stato nominato capo della Corte dell'Emiro per assistere suo padre, lo sceicco Ṣaqr, nell'amministrazione dell'Emirato. Nel 1986 è diventato presidente del Consiglio comunale di Raʾs al-Khayma. Nel 1989 ha assunto l'ingegnere svizzero-libanese Khater Massaad che ha sviluppato piani di industrializzazione completi per Raʾs al-Khayma, il più importante dei quali è stato la creazione dell'impresa RAK Ceramics. In precedenza, lavorando a Fujaira, Massaad aveva riconosciuto il potenziale di sfruttamento delle materie prime di Raʾs al-Khayma, che avrebbero potuto essere utilizzate per la produzione di ceramiche. Sotto la guida tecnica e manageriale di Massaad, RAK Ceramics ha prodotto piastrelle e sanitari negli impianti di produzione creati 15 km sud-ovest della città di Raʾs al-Khayma. Dalla sua creazione nel 1991, la società è diventata il più grande produttore al mondo per un periodo di circa 20 anni. Alla data del 31 dicembre 2012 lo sceicco Saʿūd bin Ṣaqr continuava ad essere il più grande azionista individuale (39,88 % per cento del totale delle azioni), mentre al governo di Raʾs al-Khayma apparteneva il 4,98 % delle azioni.

### Rimozione del fratellastro e nomina a principe ereditario
Saʿūd divenne principe ereditario e vice governatore di Raʾs al-Khayma il 14 giugno 2003, quando suo padre, l'emiro Saqr bin Muhammad al-Qasimi, inaspettatamente rimosse dal ruolo il suo figlio primogenito, lo sceicco Khālid bin Ṣaqr al-Qāsimīi. Il motivo di tale provvedimento era l'ostilità dimostrata da Khālid per l'invasione dell'Iraq da parte degli Stati Uniti nell'ambito della seconda guerra del Golfo. Questo lo portò in aperta contraddizione con il governo centrale degli Emirati Arabi Uniti, che mirava ad uscire definitivamente dall'orbita britannica per ricevere protezione militare dal governo statunitense. La rimozione di Khāaid da principe ereditario e vice governatore causò disordini fugaci e limitati alla capitale, dove vi fu una protesta di strada. Abū Dhabi accettò la rimozione e dimostrò il suo sostegno verso il nuovo principe ereditario schierando veicoli blindati a Raʾs al-Khayma.

### Successi come principe ereditario
Saʿūd ha attuato vaste riforme organizzative ed economiche che hanno trasformato Raʾs al-Khayma in una realtà attrattiva per gli investimenti esteri, status certificato dalle agenzie di rating Standard & Poor's e Fitch.
Attingendo all'esperienza dei suoi successi nel settore privato, come il ringiovanimento dell'azienda farmaceutica Julphar e la creazione della più grande impresa produttrice di ceramica al mondo, RAK Ceramics, lo sceicco Saʿūd, grazie a queste e ad altre iniziative imprenditoriali, ha contribuito a favorire lo sviluppo e la crescita senza precedenti di tutto l'emirato. Subito dopo l'accesso al trono dello sceicco Saʿūd a principe ereditario, RAK ha chiesto alla Banca Mondiale di condurre uno studio sulle vie di investimento straniere a disposizione dell'Emirato e di formulare un piano generale globale per lo sviluppo. Nel 2005 RAK e Banca Mondiale hanno organizzato una conferenza dal titolo "Investire a Raʾs al-Khayma" per presentare agli investitori il vasto potenziale che l'Emirato vale per gli investimenti.
Le sue iniziative di riforma hanno determinato una rapida crescita del PIL pro capite dell'Emirato da AED 35 000 a AED 52 000 negli anni tra il 2001 e il 2006.

### Iniziative di formazione e sanitarie
Oltre a operare un buon governo, lo sceicco Saʿūd si è anche profondamente preoccupato per lo sviluppo sociale dell'Emirato, concentrando in particolare l'attenzione sul miglioramento dell'istruzione e della sanità. Considerando l'istruzione come una parte importante dello sviluppo sostenibile di Raʾs al-Khayma, ha creato il "Premio di Studio sceicco Ṣaqr bin Moḥammad al-Qāsimī" per incoraggiare e consentire agli uomini e alle donne del luogo di proseguire l'istruzione superiore in università internazionali di alto livello. Inoltre, è stata istituita l'Università Americana di Raʾs al-Khayma per facilitare l'accesso agli studenti emiratini nelle università americane. L'Università di Bolton ha assegnato una laurea honoris causa a Saʿūd in riconoscimento del suo ruolo nel sostenere l'istruzione nell'Emirato e per attirare l'attenzione delle principali istituzioni accademiche di tutto il mondo sull'Emirato. Alla fine del 2007 è stato fondato, con il patrocinio dello sceicco Saʿūd, il Centro di Raʾs al-Khayma dei materiali avanzati (RAK-CAM). Si prevede che RAK-CAM diventerà un fiore all'occhiello nella ricerca di materiali avanzati nel Medio Oriente per affrontare questioni critiche in settori quali l'energia da fonti alternative, le costruzioni, la depurazione delle acque e la conservazione ambientale.
Saʿūd ha anche sponsorizzato la costruzione della Ras al-Khaima Medical and Health Sciences University (RAKMHSU) per formare le future generazioni di medici, infermieri e farmacisti degli Emirati Arabi Uniti. Nel 2007 ha aperto le porte del RAK Hospital, una joint venture svizzera-emiratina che ha costituito il primo ospedale privato nell'Emirato.

### Politica interna
Le accuse rivolte allo sceicco Saʿūd di connessioni del suo Emirato con l'Iran hanno sollevato l'attenzione della comunità internazionale. Queste accuse derivano direttamente dall'ex principe ereditario dell'Emirato, Khālid, e indirettamente da una ricerca da lui finanziata con l'intenzione di mettere in imbarazzo il regime nella speranza di tornare al potere.
Il team di comunicazione di Khālid insiste nel ribadire che queste affermazioni sono di "provenienza certa", ma sono state respinte dalle ambasciate degli Emirati Arabi Uniti a Londra e negli Stati Uniti. Gli Emirati Arabi Uniti hanno anche negato le affermazioni fatte dallo sceicco riguardo ai presunti legami con il programma nucleare iraniano e al fatto che il porto della capitale sarebbe diventato a tutti gli effetti una base portuale iraniana, consentendo al governo di Teheran di evitare le sanzioni economiche internazionali. L'ambasciata ha descritto le affermazioni come "attacchi infondati e senza fondamento che devono essere viste nel contesto della sua controversia di lunga data con la sua famiglia".
Un portavoce del governo ha detto in un comunicato che "queste sembrano essere le vecchie frasi scurrili che lo sceicco Khālid ha pronunciato in numerose occasioni", aggiungendo: "siamo sorpresi che queste vecchie accuse vengano ripetute ancora una volta".
Il Movimento Islāḥ (ossia 'Riforma'), una corrente politica riformista con collegamenti ideologici, anche se non organizzativi, con i Fratelli Musulmani, ha un forte sostegno a Raʾs al-Khayma. Uno dei suoi leader è l'attivista dei diritti umani e avvocato Muḥammad al-Manṣūrī. Egli era un consulente legale di vecchia data dello sceicco Saʿūd, ma fu licenziato nel dicembre 2009 dopo aver criticato la mancanza di libertà di espressione nell'Emirato. È stato annoverato tra i cosiddetti "Emirati Arabi Uniti 94", un gruppo di attivisti riformisti attivo nella federazione. Al-Manṣūrī è stato tra i 68 altri critici del governo condannati il 2 luglio 2013 dal Tribunale federale di Abū Dhabi, ricevendo una pena detentiva di dieci anni per "appartenenza ad una organizzazione segreta illegale che mira a contrastare le fondamenta di questo stato al fine di prendere il potere e di contattare enti e gruppi stranieri per attuare questo piano".

## Politica economica
Negli anni fino al 2010 la politica economica di Raʾs al-Khayma è stata caratterizzata da espansione, in particolare nei settori guidati dall'azienda RAK Ceramics, dall'immobiliare Al Hamra Fort Hotel & Beach Resort e dai servizi business Free Trade Zone di Ras al-Khaimah. La crisi finanziaria globale ha raggiunto gli Emirati Arabi Uniti in ritardo. A seguito del default di Dubai del novembre 2009, Raʾs al-Khayma è stata pesantemente colpita. Nel 2010 il nuovo consigliere economico dell'Emiro Jim Stewart, CEO RAK Investment and Development Office, ha cambiato la politica sul debito, imponendo una crescita di austerità. Lo scopo era quello di portare i 5 miliardi di dirham (1,37 miliardi di USD) di debiti di Raʾs al-Khayma sotto controllo. Saud ha incaricato l'amministratore delegato di RAKIA e RAK Ceramics, Khater Massaad, di vendere tutti i beni globali, in particolare quelli situati in Georgia, dove l'emirato deteneva partecipazioni in tre società principali (RAKIA Georgia LLC, Rakeen Development LLC e RAKIA Georgia Free Industrial Zone). Simili politiche di riduzione del debito sono state applicate anche ad altre aziende in cui Saʿūd personalmente o il governo dell'Emirato possedevano azioni, la più importante delle quelli è RAK Ceramics. Nonostante sia in attivo, i debiti del produttore di piastrelle a ottobre 2012 ancora si attestano a 1 574 milioni di dirham.
Sotto la guida di Saʿūd bin Ṣaqr al-Qāsimī, l'Emirato di Raʾs al-Khayma ha conosciuto una crescita economica significativa, diversificando le proprie attività oltre il settore petrolifero tradizionale. Negli ultimi anni, Raʾs al-Khayma si è concentrata su settori chiave come il turismo, l'immobiliare e la produzione industriale, attraendo investimenti globali. In particolare, l'isola di Al Marjan ha ricevuto investimenti per circa 4,5 miliardi di AED, principalmente da investitori cinesi, diventando un hub di sviluppo immobiliare di lusso e progetti commerciali.
Il turismo è diventato uno dei settori più promettenti per l'emirato, con iniziative come il Jebel Jais, che ospita la zipline più lunga del mondo, e strutture di lusso come il Waldorf Astoria e il Ritz-Carlton. Questi sviluppi hanno non solo attratto turisti da tutto il mondo, ma hanno anche generato migliaia di posti di lavoro nei settori correlati, come l'ospitalità e il commercio al dettaglio. Parallelamente, Raʾs al-Khayma ha investito in progetti di energia sostenibile e tecnologie smart city per promuovere uno sviluppo sostenibile a lungo termine.
Questa politica di diversificazione economica e di apertura agli investimenti internazionali ha reso Raʾs al-Khayma un modello di crescita nell'intera regione del Golfo, similmente al successo immobiliare registrato a Dubai.